# Valeria Kleiner
Valeria Katharina Kleiner (* 27. März 1991 in Lindau (Bodensee)) ist eine ehemalige deutsche Fußballspielerin, die für vier Vereine in der Bundesliga zum Einsatz kam, zuletzt für Bayer 04 Leverkusen am 2. Oktober 2014 (5. Spieltag).

## Karriere

### Vereine
Kleiner begann siebenjährig beim TSV Oberreitnau mit dem Fußballspielen und gelangte über den FC Wangen und der B-Jugend des VfB Friedrichshafen 2007 zum Bundesligisten SC Freiburg. Für diesen debütierte sie – als jüngste Spielerin im Bundesligakader – am 19. August 2007 (1. Spieltag) beim 1:1-Unentschieden im Heimspiel gegen den 1. FC Saarbrücken, als sie in der 85. Spielminute für Kerstin Boschert eingewechselt wurde. Im Saisonverlauf, in dem sie 17 Bundesligaspiele bestritt, erkämpfte sie sich einen Stammplatz in der Innenverteidigung. In der Folgesaison absolvierte sie 20 Bundesligaspiele und erzielte ihr erstes Tor am 17. Dezember 2008 (9. Spieltag) beim 3:1-Sieg im Heimspiel gegen den Herforder SV mit dem Treffer zum zwischenzeitlichen 3:0 in der 42. Minute. Nach drei Spielzeiten für den SC Freiburg, der zum Ende der Saison 2009/10 in die 2. Bundesliga abstieg, wechselte Kleiner zur Saison 2010/11 zum 1. FFC Frankfurt. Für diesen bestritt sie in drei Spielzeiten – verletzungsbedingt – lediglich sechs Bundesligaspiele und nach zwei Jahren der Genesung 11 Zweitligaspiele für die zweite Mannschaft. Zur Saison 2013/14 wurde sie vom FC Bayern München verpflichtet. Am 24. November 2013 (9. Spieltag) debütierte sie in der zweiten Mannschaft, die beim SC Sand mit 0:2 verlor. Ohne zu einem Einsatz für die Bundesligamannschaft gekommen zu sein, wurde Kleiner im Mai 2014 in München verabschiedet und zur Saison 2014/15 von Ligakonkurrent Bayer 04 Leverkusen verpflichtet. Für diesen debütierte sie am 31. August 2014 (1. Spieltag) beim 1:1-Unentschieden im Heimspiel gegen die TSG 1899 Hoffenheim über 90 Minuten. In den darauffolgenden vier Spieltagen kam sie ebenfalls zum Einsatz und verließ den Verein am Saisonende 2014/15.

### Nationalmannschaft
Ihr Debüt im Nationaltrikot gab sie am 29. August 2005 in Regis-Breitingen, beim 7:0-Sieg der U-15-Nationalmannschaft gegen die Auswahl Schottlands; ihr erstes Länderspieltor erzielte sie am 14. August 2006 in Uslar beim 7:1-Sieg gegen die Auswahl Wales’ mit dem Treffer zum zwischenzeitlichen 1:1 in der 10. Minute.
Am 31. Oktober 2006 debütierte sie in der U-17-Nationalmannschaft, die in Clairefontaine mit 4:1 gegen Gastgeber Frankreich gewann. Während des vom 2. bis 7. Juli 2007 im norwegischen Hamar ausgetragenen Nordic Cups gelang ihr am 5. Juli, bei der 2:3-Niederlage gegen die Auswahl Frankreichs, mit dem Treffer zum zwischenzeitlichen 2:2 in der 73. Minute auch ihr erstes Tor für diese Auswahlmannschaft. Am 23. Mai 2008 gewann sie als Spielführerin mit ihrer Mannschaft die U-17-Europameisterschaft in Nyon. Dabei wurde sie von der UEFA in das „Dream-Team“ des Turniers gewählt. Am 16. November erreichte sie den dritten Platz bei der U-17-Weltmeisterschaft in Neuseeland.
Kleiner debütierte am 9. März 2009 in der U-19-Nationalmannschaft beim 4:0-Sieg gegen die Auswahl Italiens im Rahmen des „10-Nationen-Turniers“ in La Manga. Ihr einziges Tor für diese Auswahlmannschaft erzielte sie am 27. Mai 2010 in Skopje beim 5:1-Sieg gegen die Auswahl Schottlands mit dem Treffer zum zwischenzeitlichen 3:1 in der 82. Minute per Foulelfmeter im Rahmen der U-19 Europameisterschaft. Bei diesem Turnier wurde Kleiner erneut von der UEFA als eine der zehn talentiertesten Spielerinnen ausgewählt.
Am 13. Juni 2010 debütierte sie in der U-20-Nationalmannschaft, die in Herford mit 3:1 gegen die Auswahlmannschaft der Vereinigten Staaten gewann. Ihr zweites Länderspiel für diese Auswahlmannschaft absolvierte sie drei Tage später in Gütersloh bei der 1:2-Niederlage gegen die Auswahlmannschaft Japans.
Bei der vom 13. Juli bis 1. August 2010 in Deutschland ausgetragenen U-20 Weltmeisterschaft kam sie – in der 80. Minute für Kim Kulig eingewechselt – im mit 5:1 gegen die Auswahl Südkoreas gewonnenen Halbfinale zu ihrem einzigen Turnierspiel.

## Erfolge
- DFB-Pokal-Siegerin 2011
- U-20-Weltmeisterin 2010
- Dritte der U-17-Weltmeisterschaft 2008
- U-17-Europameisterin 2008

## Auszeichnungen
- Preisträgerin der Fritz-Walter-Medaille 2008 in Bronze (beste Nachwuchsspielerin U-17)